# زیر آسمان برلین
زیر آسمان برلین (به آلمانی: Der Himmel über Berlin) (که ترجمه ادبی آن بهشت برفراز برلین است) نام فیلمی رمانتیک-فانتزی محصول فرانسه-آلمان ،۱۹۸۷ است. فیلم توسط ویم وندرس کارگردان آلمانی ساخته شده‌است. زیر آسمان برلین دربارهٔ فرشته‌هایی نامرئی و فنا ناپذیر است که در سطح شهر برلین پخش شده‌اند و افکار انسان‌ها را می‌شنوند و آنهایی که دچار سردرگمی و استرس شده‌اند را آرام می‌کنند. با اینکه شهر از تراکم انسان‌ها پر است اما بسیاری از انسان‌ها از معشوق‌های خود دور افتاده‌اند. یکی از این فرشته‌ها عاشق زن زیبای بندبازی می‌شود و قبول می‌کند که تبدیل به یک انسان شود تا احساسات و عواطف انسانی را تجربه کند. فیلم هم به‌طور سیاه‌وسفید هم رنگی و هم سپیا فیلمبرداری شده تا دنیایی که توسط فرشته‌ها تجربه می‌شود را به نمایش بگذارد.

## بازیگران
| بازیگر(ها)             | نقش           |
| ---------------------- | ------------- |
| برونو گانتس            | دامیل         |
| سولوی دومارتان         | ماریون        |
| اتو زاندر              | کاسیل         |
| کورت بویس              | هومر          |
| پیتر فالک              | در نقش خودش   |
| نیک کیو اند د بد سیدز  | در نقش خودشان |
| کرایم اند د سیتی سلوشن | در نقش خودشان |

## اهدا
در نمای پایانی فیلم جمله‌ای نمایش داده می‌شود که: «تقدیم به همهٔ فرشته‌های سابق اما خصوصاً به یاسوجیرو، فرانسوا و آندری.» این جمله به سه فیلمساز یعنی یاسوجیرو اوزو، فرانسوا تروفوا و آندری تارکوفسکی اشاره دارد.

## بازخورد
زیر آسمان برلین در کل با تحسین و تمجید منتقدان مواجه شد. مجله امپایر در سال ۲۰۱۰ فیلم را در رتبه ۶۴ بهترین فیلم‌های سینما قرار داد. نقدهای ضبط شده در راتن تومیتوس ۹۸٪ نقد مثبت در پایگاه خود برای فیلم ضبط کرده‌است.

### جایزه
فیلم برنده جایزه بهترین کارگردانی در فستیوال فیلم کن در سال ۱۹۸۷ شد.

## بازسازی
در سال ۱۹۹۸ فیلم توسط هالیوود و با نام شهر فرشته‌ها بازسازی شد. محل فیلمبرداری این فیلم در لس آنجلس بود و مگ رایان و نیکلاس کیج در فیلم بازی می‌کردند. بجز اینکه فرشته‌ها قادر به دیدن انسان‌ها بودند و سکانس ابتدایی که در کتابخانه شروع می‌شود و یک داستان عاشقانه، فیلم ۱۹۹۸ رابطه کمی با زیر آسمان برلین دارد.